# Palmdale
Palmdale é uma cidade localizada no estado norte-americano da Califórnia, no condado de Los Angeles. Foi fundada em 1886 e incorporada em 1962.

## Geografia
De acordo com o Departamento do Censo dos Estados Unidos, a cidade tem uma área de 275,3 km², dos quais 274,7 km² estão cobertos por terra e 0,6 km² por água.

## Demografia
Segundo o censo nacional de 2010, a sua população é de 152 750 habitantes e sua densidade populacional é de 556,1 hab/km². Possui 46 544 residências, que resulta em uma densidade de 169,6 residências/km².